# Bombardements de Nagoya

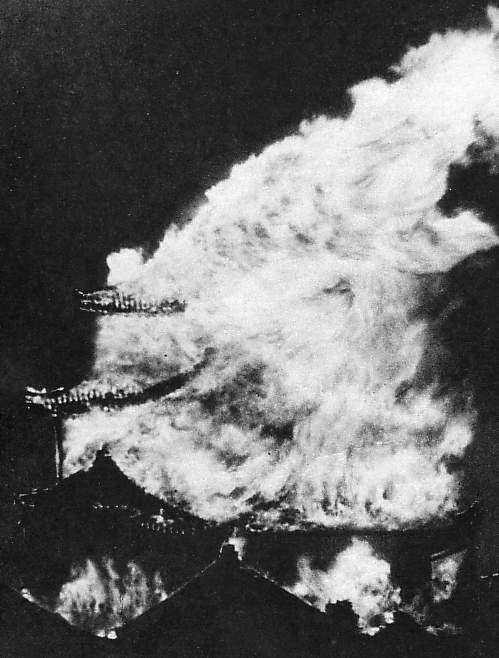
Tour principale du Château de Nagoya, 14 mai.

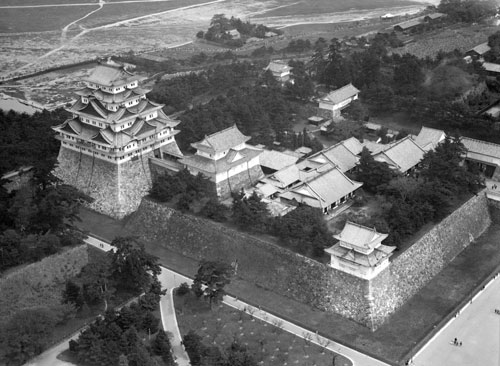
Château de Nagoya avant 1945.

Les bombardements de Nagoya par les United States Army Air Forces ont lieu au cours des derniers mois de la Seconde Guerre mondiale.

## Intérêt stratégique
Nagoya est choisie pour cible de bombardements incendiaires, car elle est le centre de l'industrie aéronautique japonaise à l'époque. La ville produit entre 40 et 50 % des avions de combat et des moteurs japonais. Nagoya qui abrite un port capable de contenir 38 navires allant jusqu'à 10 000 t, produit également des équipements pour l'effort de guerre, y compris, mais pas seulement, des équipements ferroviaires, des roulements à billes et des aliments transformés.

## Bombardements
Le premier bombardement de la ville de Nagoya le 18 avril 1942 dans le cadre des bombardements stratégiques sur le Japon fait partie du raid de Doolittle. Un bombardier B-25 cible les ateliers d'aviation Mitsubishi, l'entrepôt d'huiles Matsuhigecho, la caserne installée dans le château de Nagoya, et les usines d'industrie de guerre de la ville. 
Le deuxième est un bombardement de précision le 13 décembre 1944, dont la cible est une usine de guerre Mitsubishi. Le 3 janvier 1945 voit un bombardement général de la ville. Le 14 janvier, les usines Mitsubishi sont de nouveau attaquées. Les 11 et 12 mars, (les sources varient) et le 19 mars, sont organisés de grands raids aériens et des bombardements incendiaires à grande échelle. Le 7 avril, un autre bombardement de précision frappe et détruit la plupart des ateliers de moteurs d'aviation Mitsubishi. Les 14 et 16 mai, de grands raids aériens et des bombardements incendiaires à grande échelle prennent pour cible les usines Mitsubishi et d'autres installations industrielles destinées à l'effort de guerre telles que l'arsenal, les gares de triage et le port. Le château de Nagoya, trésor national du Japon et réputé le plus somptueux château du Japon, utilisé comme poste de commandement militaire, est également touché durant le raid du 14 mai et détruit par le feu. 
Au cours de l'hiver 1944 et du printemps 1945, il y a aussi des raids aléatoires de bombardiers isolés utilisés dans le cadre de la guerre psychologique pour perturber la ville et affecter le moral des civils. On estime que 113 460 bâtiments ont été détruits au cours des raids, avec 3 866 tués et 471 701 sans abri.

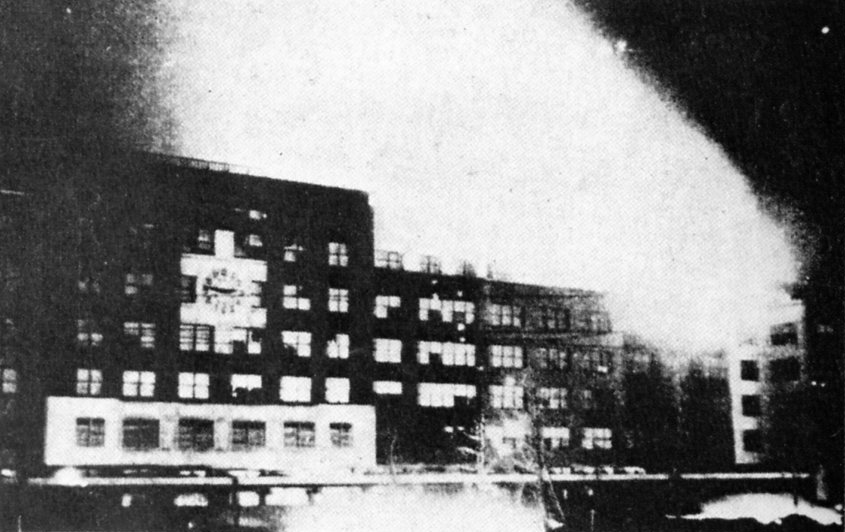
Gare de Nagoya en flammes, 19 mars.
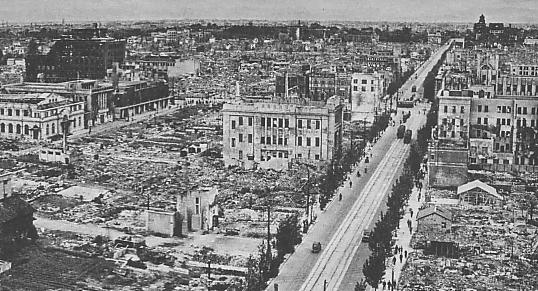
Nagoya, après les bombardements de 1945